# Microlicia melanostagma
Microlicia melanostagma är en tvåhjärtbladig växtart som beskrevs av Pilg.. Microlicia melanostagma ingår i släktet Microlicia och familjen Melastomataceae. Inga underarter finns listade i Catalogue of Life.